# Caudron Type J
Le Caudron Type J et le Caudron J Marine étaient des hydravions biplans monomoteur à deux places équipés de flotteurs et de roues.

## Histoire
Le type J « civil » était équipé du moteur Anzani de 100 ch. L'avion a gagné le concours de Deauville en août 1913. 
Le type J « Marine », avion amphibie biplace de reconnaissance et d'observation pour l'artillerie, a été construit en 3 exemplaires pour la Marine française. Le premier était équipé d'un Gnome Delta de 100 ch, les 2 autres par un Gnome Lambda de 80 ch. 
Avec le deuxième exemplaire, René Caudron réussit le 8 mai 1914 à décoller d'une plate-forme en bois aménagée au-dessus d'une tourelle d'artillerie à l'avant du croiseur Foudre, transformé en mai 1914 en transport d'hydravions.

## Description
Les Caudron Type J étaient essentiellement une déclinaison de l'hydravion Caudron Type G à deux places et du Caudron Type F.
Les type F, G et J avaient tous une disposition similaire avec des ailes biplan de 2 ½ baies, un empennage, avec une seule aileron et un gouvernail, soutenu par des entretoises fixées aux ailes au niveau des premières entretoises inter-plans. Dans le fuselage, une nacelle centrale abritait le cockpit et le moteur tractive. 
Deux flotteurs principaux étaient soutenus par des jambes de force sous les ailes et un petit flotteur de queue était fixé à l'empennage. Sur le type J la puissance était fournie par un moteur 10 cylindres en étoile Cvt Anzani.

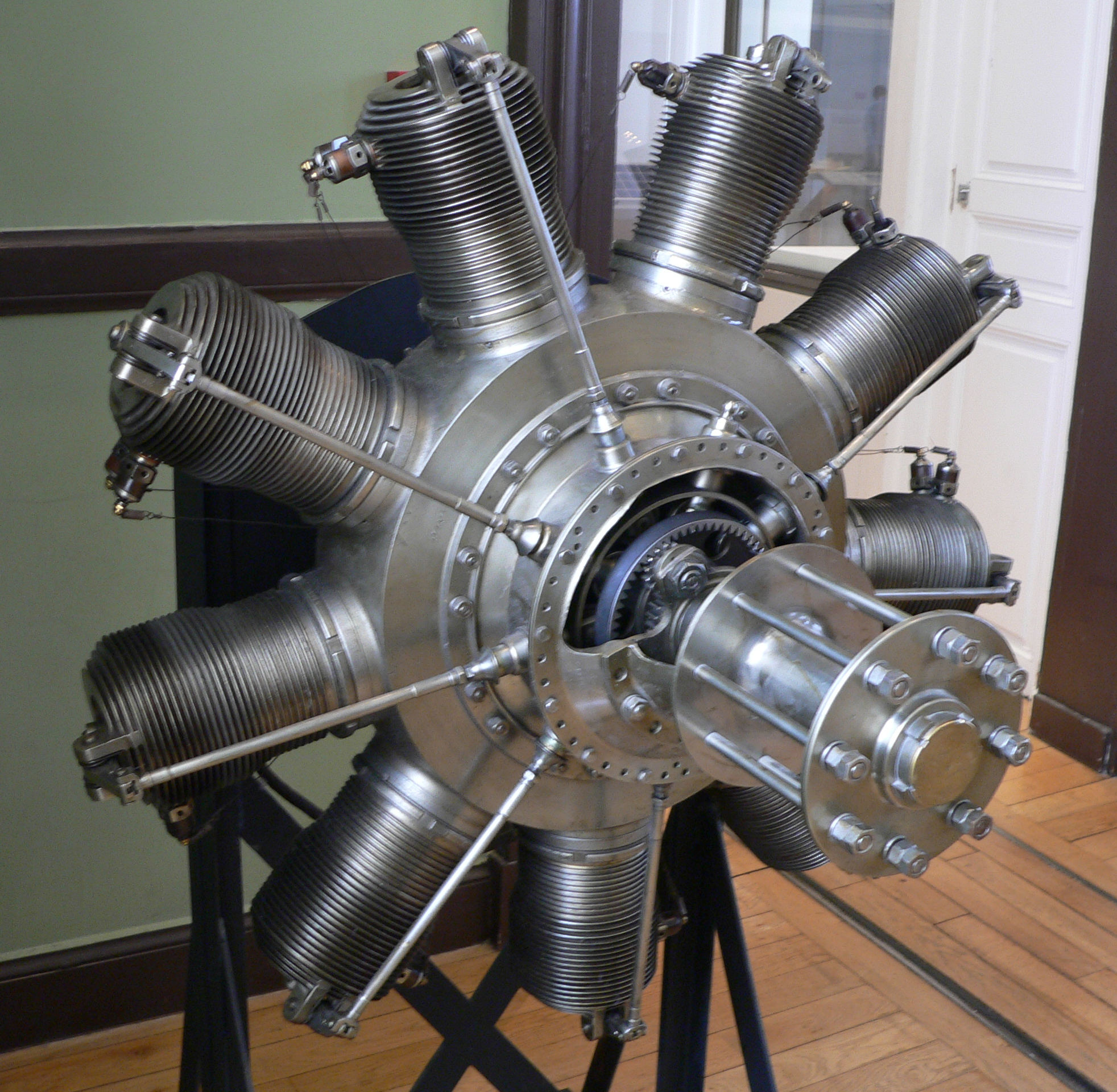
Gnome Delta Monosoupape type 9N - 9 cylindre rotatif.

## Variantes
- Caudron Type J - La version initiale de 1913 de l'hydravion Caudron avec moteur Anzani 10-cyl en étoile. Avec une envergure de 15,1 m, une longueur de 9 m et une hauteur de 3 m, pour une surface portante de 40 m2, cette version pesait 500 kg à vide et 800 kg en charge.
- Caudron J Marine - Version produite en 1914 du Type J à 3 exemplaires achetés par la Marine française[2], équipé de moteur Gnome Delta[3] ou Lambda.